# ميكاه ستوك
ميكاه ستوك (بالإنجليزية: Micah Stock)‏ هو ممثل أمريكي، ولد في 31 ديسمبر 1988 في دايتون في الولايات المتحدة. من الجوائز التي نالها جائزة المسرح العالمي سنة 2015.

## جوائز وترشيحات
جوائز
- جائزة المسرح العالمي (2015)

ترشيحات
- جائزة توني لأفضل ممثل في مسرحية [الإنجليزية]‏ (2015)

## وصلات خارجية
- ميكاه ستوك على موقع IMDb (الإنجليزية)
- ميكاه ستوك على موقع قاعدة بيانات برودواي على الإنترنت (الإنجليزية)
- ميكاه ستوك على موقع قاعدة بيانات الفيلم (الإنجليزية)